# Apostolisches Vikariat des Nordens
Das Apostolische Vikariat des Nordens war ein Apostolisches Vikariat der römisch-katholischen Kirche, das nach dem Untergang der meisten norddeutschen katholischen Bistümer in der Reformation deren Gebiete zusammenfasste. Es wurde 1667 gegründet und erlosch 1929 mit dem Preußenkonkordat.

## Geschichte

### 17. und 18. Jahrhundert
Im Zuge der Reformation kam durch die Aufhebung der meisten Bischofssitze die bischöfliche Jurisdiktion in Norddeutschland und Skandinavien zum Erliegen. Diese Gebiete, in denen keine offene Ausübung des katholischen Glaubens mehr möglich war, wurden als Nordische Missionen bezeichnet und 1622 der Congregatio de Propaganda Fide in Rom unterstellt. Während nun der Kölner Nuntius die nötigen Fakultäten für Norddeutschland erhielt, wurde der Warschauer Nuntius für Schweden und Mecklenburg beauftragt. Dem Brüsseler Nuntius wurden ähnliche Fakultäten für Dänemark und Norwegen übertragen. Der allmähliche Anstieg der Katholikenzahlen führte 1667 zur Gründung des Apostolischen Vikariates der Nordischen Missionen.
In den Anfangsjahren wurde Hannover, wo seit 1665 der zur katholischen Kirche konvertierte Herzog Johann Friedrich regierte, zum Sitz des Apostolischen Vikars. Dieser war direkt dem Kölner Nuntius unterstellt, oftmals aber zugleich Weihbischof einer anderen Diözese, was die Stellung nicht erleichterte. 
Zunächst gab es nur wenige geduldete katholische Gemeinden. Vier von ihnen wurden als „privilegierte Gemeinden“ bezeichnet, die von ihrem Landesherrn das Recht der freien Religionsausübung erhalten hatten:
- Altona (durch Graf Adolf XI. von Schauenburg 1598)
- Friedrichstadt (1624 durch Friedrich III. von Schleswig-Holstein-Gottorf)
- Glückstadt (1645 durch Christian IV. von Dänemark)
- St. Theresia auf Nordstrand (1652 ebenfalls durch Friedrich III. von Schleswig-Holstein-Gottorf, unter der Jurisdiktion des apostolischen Vikars in Utrecht, bis 1920 zum altkatholischen Erzbistum Utrecht gehörend)

1709 kam es dann zu einer Teilung. Während die dänischen und schwedischen Gebiete, wie auch die ehemaligen Bistümer Bremen-Hamburg, Lübeck und Schwerin nunmehr das Apostolische Vikariat des Nordens bildeten und von den Osnabrücker oder Paderborner Weihbischöfen verwaltet wurden, fasste man die Territorien Braunschweig-Lüneburg und Brandenburg zum Apostolischen Vikariat Ober- und Niedersachsen zusammen. An dieses gab das Apostolische Vikariat des Nordens 1721 auch noch die Herzogtümer Bremen und Verden ab. 
Zu Beginn des 18. Jahrhunderts zählte das Vikariat 2.000 Katholiken, etwa 20 Missionsstationen, 6 Männer- und 10 Frauenklöster. Die Seelsorge wurde vornehmlich von Ordenspriestern, besonders von Jesuiten, Dominikanern und Franziskanern, wahrgenommen. An einigen Orten, unter anderem im Königreich Hannover, wo den Ordenspriestern das Wirken untersagt war, standen Diözesanpriester zur Seelsorge bereit.
Zum Unterhalt der Missionsstationen und Missionare trugen Spenden der Gemeindemitglieder und meist einmalige oder zeitlich begrenzte Zuwendungen der Propagandakongregation in Rom bei. Hinzu kamen größere private Stiftungen von Mitgliedern des Kaiserhauses, katholischer Reichsstände und Adeliger. So konnte die Missionsstiftung des Bischofs von Paderborn nicht weniger als 36 Missionare in 15 Missionsstationen unterhalten.
Der heterogene Charakter der Gemeinden aus Gläubigen verschiedener Nationen und sozialer Schichten, wie auch eine starke Fluktuation, erschwerten die Seelsorge erheblich. Auch staatliche Verordnungen schränkten die Seelsorge ein. Da die protestantischen Landesherren auch gegenüber den katholischen Untertanen die kirchliche Leitung beanspruchten, wurden die meist außerhalb des jeweiligen Territoriums residierenden Apostolischen Vikare in ihrer Amtsführung erheblich behindert. Die Wahrnehmung jurisdiktioneller Rechte war quasi unmöglich und auch Pontifikalhandlungen wurden oft nur vereinzelt erlaubt. Um seine Autorität zu stärken, nahm der Papst einen Vorschlag Kaiserin Maria Theresias auf und vereinigte 1780 die beiden Vikariate wieder zu einem großen, dessen Leitung zukünftig ein regierender Bischof innehatte.

### 19. und 20. Jahrhundert

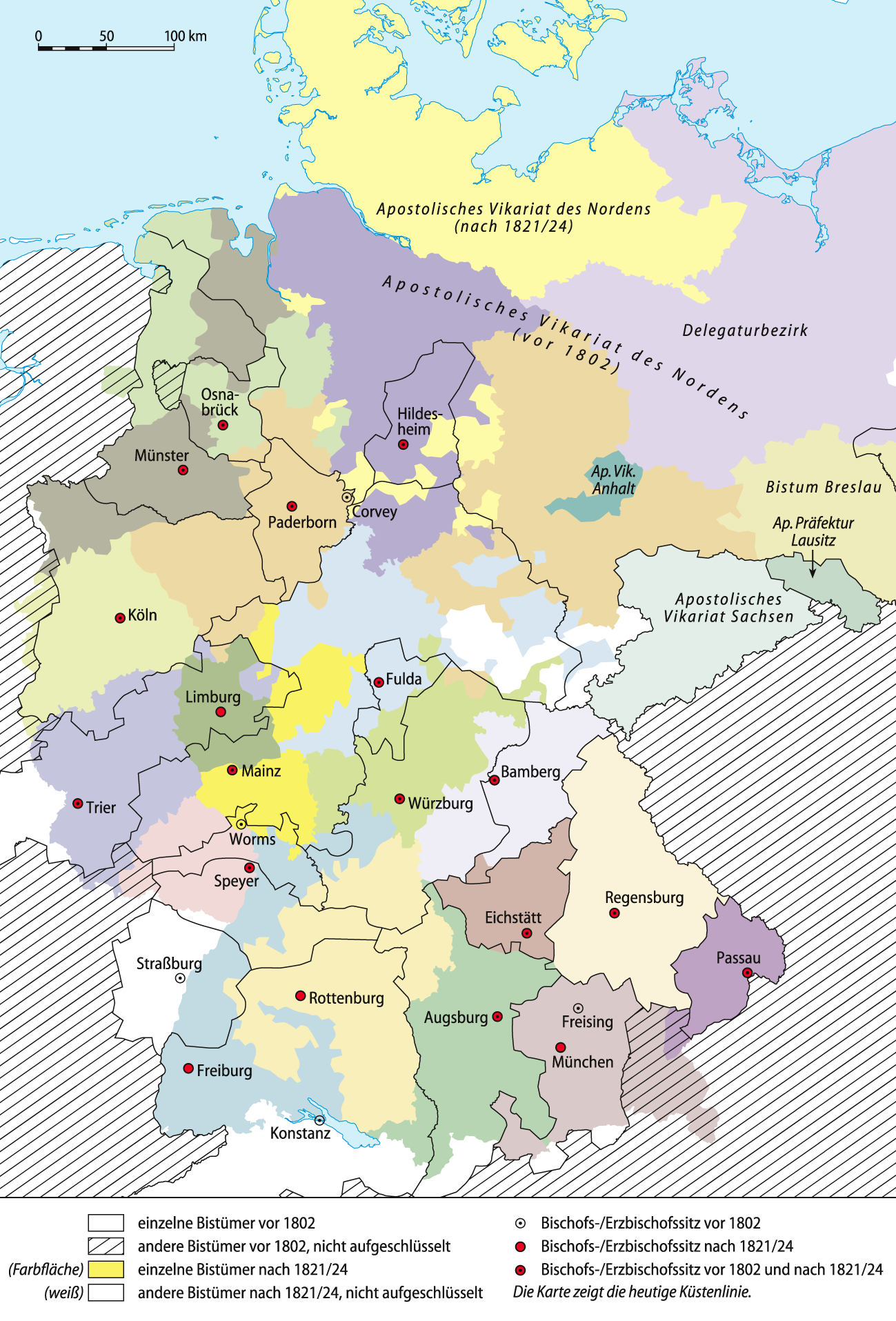
Apostolisches Vikariat und die deutschen Diözesen vor 1802 und nach 1824

Nachdem bereits 1783 Schweden (zusammen mit Norwegen) als eigenständiges Vikariat abgetrennt worden war, brachte die Säkularisation 1803 dem Vikariat neue Schwierigkeiten. Waren die finanziellen Einbußen schon schmerzhaft, so wurde die Aufhebung der Orden, welche fast alle Seelsorger stellten, zu einer Existenzfrage. Bei der Neuumschreibung der katholischen Diözesen in Deutschland 1824 fielen weite Gebiete des Apostolischen Vikariates an die Diözesen Hannovers (Hildesheim und Osnabrück) und Preußens (Breslau und Paderborn). Obwohl stark verkleinert, umfasste das Restvikariat immer noch Dänemark, Schleswig, Holstein, Sachsen-Lauenburg, Mecklenburg, Schaumburg-Lippe, die drei Hansestädte Hamburg, Bremen und Lübeck, zudem Anhalt und das Herzogtum Braunschweig. Letztere wurden jedoch 1834 aus dem Vikariat herausgenommen, Anhalt als eigenes Apostolisches Vikariat Anhalt, Braunschweig durch Eingliederung in das Bistum Hildesheim.
1863 wurde den Katholiken in Holstein auf der Ständeversammlung in Itzehoe Religionsfreiheit gewährt. Im folgenden Jahr wurde sie auf ganz Schleswig-Holstein ausgedehnt. 1868 wurde die Apostolische Präfektur Schleswig-Holstein gebildet, die 1921 dem Bistum Osnabrück zugeteilt wurde.
Am 7. August 1868 wurde das Apostolische Vikariat Dänemark abgetrennt.
Nach einer Übergangszeit wurde Mitte des 19. Jahrhunderts der Weihbischof, später der Bischof von Osnabrück mit der Verwaltung des Vikariates betraut. Im Zuge des Konkordates zwischen dem Heiligen Stuhl und dem Freistaat Preußen von 1929 (Preußenkonkordat) wurde das Gebiet der Norddeutschen Missionen direkt in das Bistum Osnabrück eingegliedert. Das Apostolische Vikariat war damit erloschen.

## Apostolische Vikare
- Franz Wilhelm von Wartenberg (1645–1661) (für Bremen)
- Valerio Maccioni (1667–1676)
- Niels Stensen (1677–1686)
- Ferdinand von Fürstenberg (1680–1683) (für Bremen, Halberstadt, Magdeburg und die mecklenburgischen Herzogtümer)
- Friedrich von Tietzen gen. Schlüter (1687–1696)
- Jobst Edmund von Brabeck (1697–1702)
- Otto Wilhelm von Bronckhorst zu Gronsfeld (1702–1713)
- Johann Hugo von Gärtz (1715–1716)
- Hyacinth Petit (1718–1719)
- Johann Friedrich Adolf von Hörde (1722–1761)
- Franz Josef von Gondola (1761–1774)
- Friedrich Wilhelm von Westphalen (1775–1789)
- Franz Egon von Fürstenberg (1789–1825)
- Friedrich Clemens von Ledebur-Wicheln (22. September 1826– ) (gest. 1841)
- Johann Theodor Laurent (1839–1841) (Ernennung kam durch preußischen Einspruch faktisch nicht zum Tragen)
- Heinrich Hubert Aloysius Voß (1899–1914) (Provikar)
- Wilhelm Berning (1921–1930)